# Anastasio (cardinal, 1112)
Pour les articles homonymes, voir Anastasio.
Anastasio (né à Rome capitale de l'Italie, alors des États pontificaux,   et mort fin 1125), est un cardinal italien de l'Église catholique du XIIe siècle, nommé par le pape Pascal II.

## Biographie
Le pape Pascal II le  crée  cardinal  lors du consistoire de 1112. Le cardinal Anastasio fait embellir son église cardinalice. Il participe à l'élection de Gélase II en 1118. Avec les cardinaux à Rome, il ratifie l'élection du pape Calixte II à Cluny. Anastasio participe aussi à l'élection  du pape Honoré III en 1124 et est légat à Bénévent.